# Крибб, Филипп Джеймс
Филипп Джеймс Крибб (англ. Phillip James Cribb, 1946) — британский ботаник.

## Биография
Филипп Джеймс Крибб родился в 1946 году.
В 1968 году Крибб получил степень бакалавра искусств и магистра искусств в Кембриджском университете. В 1972 году он получил степень доктора философии в Бирмингемском университете. В 1993 году Крибб был сo-организатором Evolution of the Monocotyledons Conference в Королевских ботанических садах Кью. В этом же году он был председателем Conference Committee на 14-й Мировой конференции по орхидеям в Глазго. В 1998 году Крибб был председателем Координационного комитета сохранения Кью. Филипп Джеймс Крибб внёс значительный вклад в ботанику, описав множество видов семенных растений.

## Научная деятельность
Филипп Джеймс Крибб специализируется на семенных растениях.

## Публикации
- Cribb, P.J. (1997). The genus Cypripedium. Timber Press, Portland, Oregon.
- Cribb, P.J. (1998). The genus Paphiopedilum. Royal Botanic Garden, Kew.
- La Croix, I. & Cribb, P.J. (1998). Orchidaceae pts. I & II. In Pope, G. (ed). Flora Zambesiaca.
- Cribb, P.J. & Thomas, S.A. (1997). Orchidaceae. In Hedberg, I. & Edwards, S. (eds). Flora of Ethiopia and Eritrea. University of Addis Ababa.
- Pridgeon, A., Cribb, P.J., Chase, M.A. & Rasmussen, F. (1999). Genera Orchidacearum vol. I. Cambridge University Press.
- Averyanov, L., Cribb, P.J. & Hiep, N.T. (2003). Slipper Orchids of Vietnam. Royal Botanic Gardens, Kew. [also in Vietnamese published by Birdlife Int., Hanoi]
- Dixon, K., Kell, S., Bartlett, R. & Cribb, P.J. (eds) (2003). Orchid Conservation. Natural History Publications, Kota Kinabalu, Sabah.
- Gravendeel, B., Eurlings, M.C.M., van den Berg, C. & Cribb, P.J. (2004). Phylogeny of Pleione (Orchidaceae) and Parentage Analysis of its wild Hybrids on Plastid and Nuclear Ribosomal ITS Sequences and Morphological Data. Systematic Botany 29 (1): 50—63.
- Pearce, N. & Cribb, P.J. (2002). Orchids of Bhutan. In Long D. & Noltie H. (eds) Flora of Bhutan 3. Royal Botanic Garden, Edinburgh.
- Pridgeon, A., Cribb, P.J., Chase, M.A. & Rasmussen, F. (2001, 2003, 2005). Genera Orchidacearum. vols. II, III, IV. Cambridge University Press.
- Van den Berg, C., Ryan, A., Cribb, P.J. & Chase, M.A. (2002). Molecular phylogentics of Cymbidium (Orchidaceae: Maxillarieae): sequence data from internal transcribed spacers (ITS) of nuclear ribosomal DNA and plastid matK. Lindleyana 17 (2): 102—111.
- Cribb, P.J. (1992). The Forgotten Orchids of Alexandre Brun; First American Edition 1992. ISBN 0-8021-1500-4